# Aloeides rileyi
Aloeides rileyi är en fjärilsart som beskrevs av Tite och Dickson 1976. Aloeides rileyi ingår i släktet Aloeides och familjen juvelvingar. Inga underarter finns listade i Catalogue of Life.